# Condado de Howard (Texas)
O condado de Howard é um dos 254 condados do estado norte-americano do Texas. A sede do condado é Big Spring, e sua maior cidade é Big Spring.
O condado possui uma área de 2 342 km² (dos quais 4 km² estão cobertos por água), uma população de 33 627 habitantes, e uma densidade populacional de 14 hab/km² (segundo o censo nacional de 2000).
O condado foi criado em 1876.